# Batu-chan
Batu-chan (1205–1255) – władca mongolski, wnuk Czyngis-chana, syn Dżocziego, założyciel Złotej Ordy. Nazywany Sajn-chanem – Dobrym chanem.
Jako swój ułus otrzymał w 1227 step uralsko-kaspijski oraz Chorezm.

## Życiorys

### Wyprawa Zachodnia
Kierował rozpoczętą w 1236 mongolską inwazją na Europę. Podległa mu Złota Orda podbiła Ruś Kijowską, zajmując w 1240 Kijów. Po zniszczeniu Rusi Kijowskiej część ordy ruszyła na Polskę, pokonując w 1241 wojska Henryka Pobożnego pod Legnicą. Pozostałe dwie części ordy po przekroczeniu Dunaju i Karpat uderzyły na Węgry i pokonawszy armię Beli IV w 1241 w bitwie pod Mohi zajęły także tereny Austrii i Dalmacji. W czasie tej wyprawy pod jego dowództwem służyli młodzi przedstawiciele wszystkich gałęzi rodu Czyngis-chana. Batu usunął z armii wypominających mu publicznie merkickie pochodzenie synów Czagataja i Ugedeja. Wśród wyrzuconych książąt, był następny wielki chan Gujuk. Zaprzyjaźnił się zaś z synem Tołuja Mongke. Szczęśliwie dla Węgrów i reszty Europy, Batu-chan wycofał swe wojska na wieść o śmierci wielkiego chana Ugedeja, ponieważ chciał być obecny przy podziale imperium.

### W opozycji do Wielkiego Chana
Choć do śmierci uznawał swoją zależność od imperium mongolskiego, to faktycznie zorganizował niezależny chanat ze stolicą w Saraju nad Wołgą. Od śmierci Ugedeja pozostawał w opozycji, najpierw do jego żony Töregene-katun – regentki w latach 1242–1246, następnie do jej syna Wielkiego Chana Gujuka. W sporach tych zdobył poparcie władców Rusi z Aleksandrem Newskim na czele (niechętnym Töregene i Gujukowi z racji zabójstwa jego ojca na kurułtaju w 1246). Formalnie uznał władzę Gujuka, jednak mimo kolejnych żądań chana nie stawił się na jego dworze, by osobiście złożyć mu hołd.
Kiedy Batu został ostrzeżony przez wdowę po Tołuju, Sorkaktani-beki, o szykowanej przeciw niemu wyprawie, zebrał armię złożoną z podbitych ludów i ruszył na Gujuka. Ten jednak umarł przed starciem. W porozumieniu z Sorkaktani-beki wysunął kandydaturę Mongkego na Wielkiego Chana i przeprowadził jego wybór na kurułtaju w 1250. Jednak większość rodu panującego uznała ten kurułtaj za nielegalny, jako odbywający się poza granicami Mongolii. W 1251 wysłał 30-tysięczną armię pod dowództwem swego brata Berke, do ochrony kurułtaju zorganizowanego przez Sorkaktani-beki, na którym Mongke po raz kolejny został wybrany Wielkim Chanem, a Batu otrzymał faktyczną niezależność i tytuł Starszego Rodu Panującego.
W 1252 wydał Aleksandrowi Newskiemu jarłyk na wielkie księstwo ruskie.